# Белый Балахчин
Белый Балахчин (хак. Тогыргы аал) — деревня в Ширинском районе Хакасии. Находится в 62 км на северо-запад от райцентра — пгт Шира и железнодорожной станции.
Название происходит от фамилии основателя. 

## Население
| 2002 | 2010 |
| ---- | ---- |
| 307  | ↘287 |

Число хозяйств — 85, население — 293 чел. (01.01.2004), в том числе хакасы (44 %), русские и др.

## Инфраструктура
Имеются фермерское хозяйство, общеобразовательная школа, библиотека.
Уличная сеть
- ул. Верхняя
- ул. Набережная
- Нагорный пер
- ул. Новая
- ул. Хакасская
- ул. Центральная
- ул. Школьная